# Walliser Roggenbrot
| Walliser Roggenbrot GUB / AOP | Walliser Roggenbrot GUB / AOP                                                                  |
| ----------------------------- | ---------------------------------------------------------------------------------------------- |
|                               |                                                                                                |
| Herkunft                      | Schweiz (Kanton Wallis)                                                                        |
| Vollkornmehl                  | 90 % Roggen- und 10 % Weizenmehl (ökologischer Leistungsnachweis und Extenso- bzw. Bio-Normen) |
| Hilfsstoffe                   | Hefe, Salz und Wasser                                                                          |
| Backzeit                      | rund eine Stunde                                                                               |
| Form                          | rund, flache Unterseite                                                                        |
| Gewicht                       | 250 g, 500 g bzw. 1 kg mit einer Toleranz von zehn Prozent                                     |
| Zertifizierung                | GUB / AOP seit 30. September 2002                                                              |

Walliser Roggenbrot (im Wallis nur Roggenbrot, walliserdeutsch Roggubroot, französisch pain de seigle, ausserhalb des Wallis Walliserbrot resp. pain de seigle valaisan) ist eine Schweizer Brotspezialität. Das Vollkornbrot wird aus mindestens 90 Prozent Roggen und höchstens zehn Prozent Weizen hergestellt, dessen Getreide sowohl auf Basis eines ökologischen Leistungsnachweises als auch nach Extenso- bzw. Bio-Normen ausschliesslich im Kanton Wallis produziert wird. Es lässt sich über mehrere Monate aufbewahren. Der Brotlaib ist rund. Als einziges Brot in der Schweiz ist «Walliser Roggenbrot» eine geschützte Ursprungsbezeichnung (GUB, französisch appellation d’origine protégée, AOP).

## Ursprung

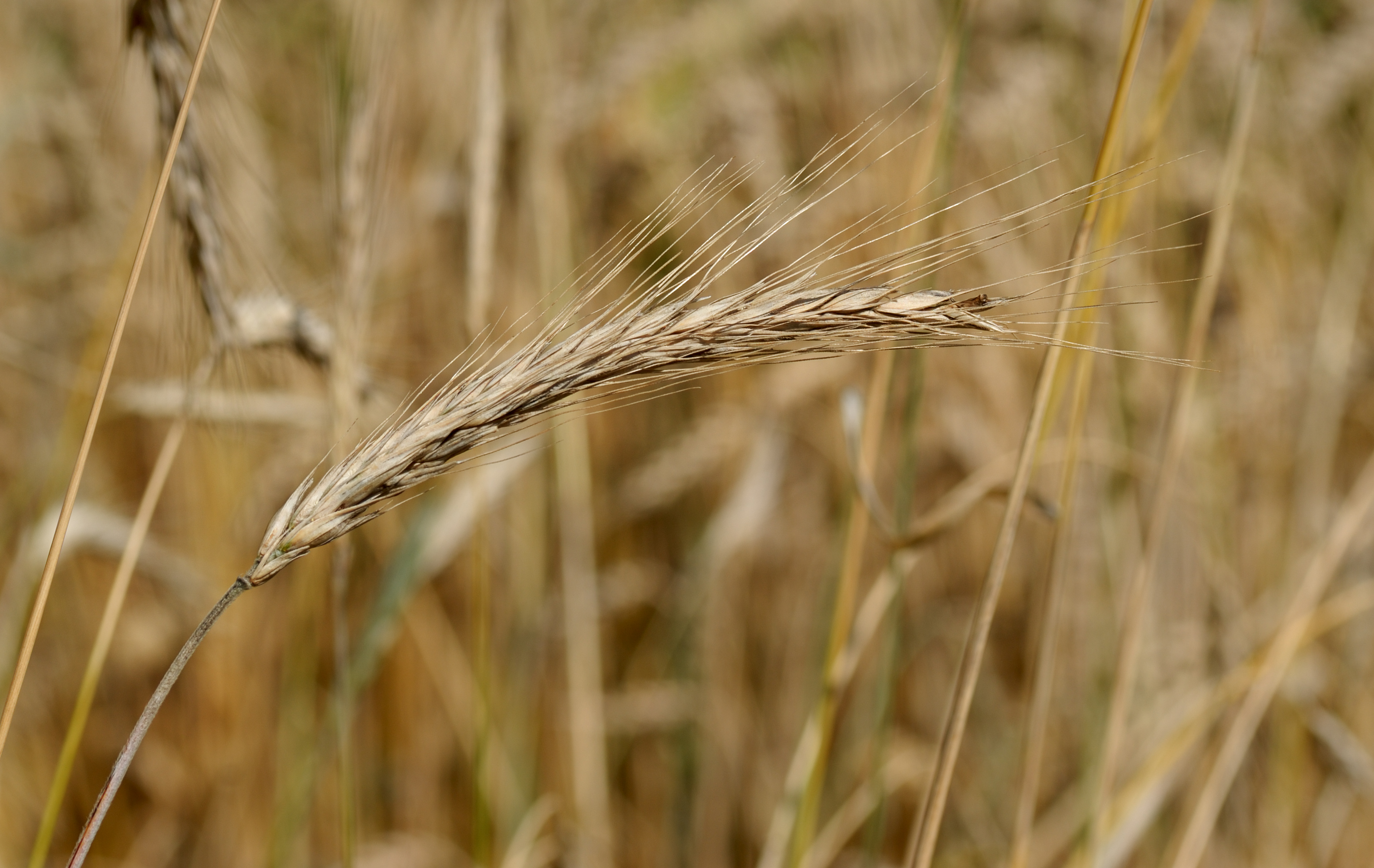
Roggenähre

Der Roggen findet im Wallis günstige Bedingungen: ein gebirgiges Gelände, die Höhenlage und extreme Temperaturen. Aus Pollenfunden ist bekannt, dass Roggen im Wallis seit über 2000 Jahren kultiviert wird. Die ältesten noch erhaltenen Dokumente, die das Walliser Roggenbrot beschreiben, gehen auf das Jahr 1209 zurück.

## Herstellung
Sowohl die Produktion des Roggens und Weizens als auch deren Verarbeitung zu Mehl und Brot erfolgen grundsätzlich ausschliesslich im Kanton Wallis, wobei das Getreide umweltfreundlich gemäss dem ökologischen Leistungsnachweis und den Extenso- bzw. Bio-Normen gewachsen ist. Hefe, Salz und Wasser sind die einzigen verwendeten Hilfsstoffe.
Das Rohmaterial wird zu einer homogenen Masse gemischt und je nach Mehlart entsprechend geknetet, um den eher geringen Gluteningehalt zu bewahren. Danach ruht der Teig bis sich sein Volumen etwa verdoppelt hat. Anschliessend werden daraus Kegeln von rund 300 g, 600 g bzw. 1200 g geformt, die in Mehl gewendet werden. In Folge ruhen die Teiglinge erneut bis sich deutliche Risse zeigen. Das Walliser Roggenbrot wird dann rund eine Stunde in Etagenöfen gebacken.

## Eigenschaften
Die Laibe des Walliser Roggenbrots sind rund 250 g, 500 g oder 1 kg schwer. Das runde Vollkornbrot mit einer flachen Unterseite ist grau-braun. Die Textur des Brotes ist kompakt und leicht porös.
Obwohl sich Walliser Roggenbrot länger hält als zum Beispiel Weissbrot, wird es nach rund drei Monaten relativ hart, aber immer noch geniessbar. Aus diesem Grund wurde es früher in Milch, Kaffee oder Suppe eingeweicht, um es essen zu können.

## Degustation
Das Walliser Roggenbrot schmeckt leicht säuerlich, wobei je nach Herstellungsart Milch- oder Essigsäure dominieren.